# Lista de subdivisões de países por área

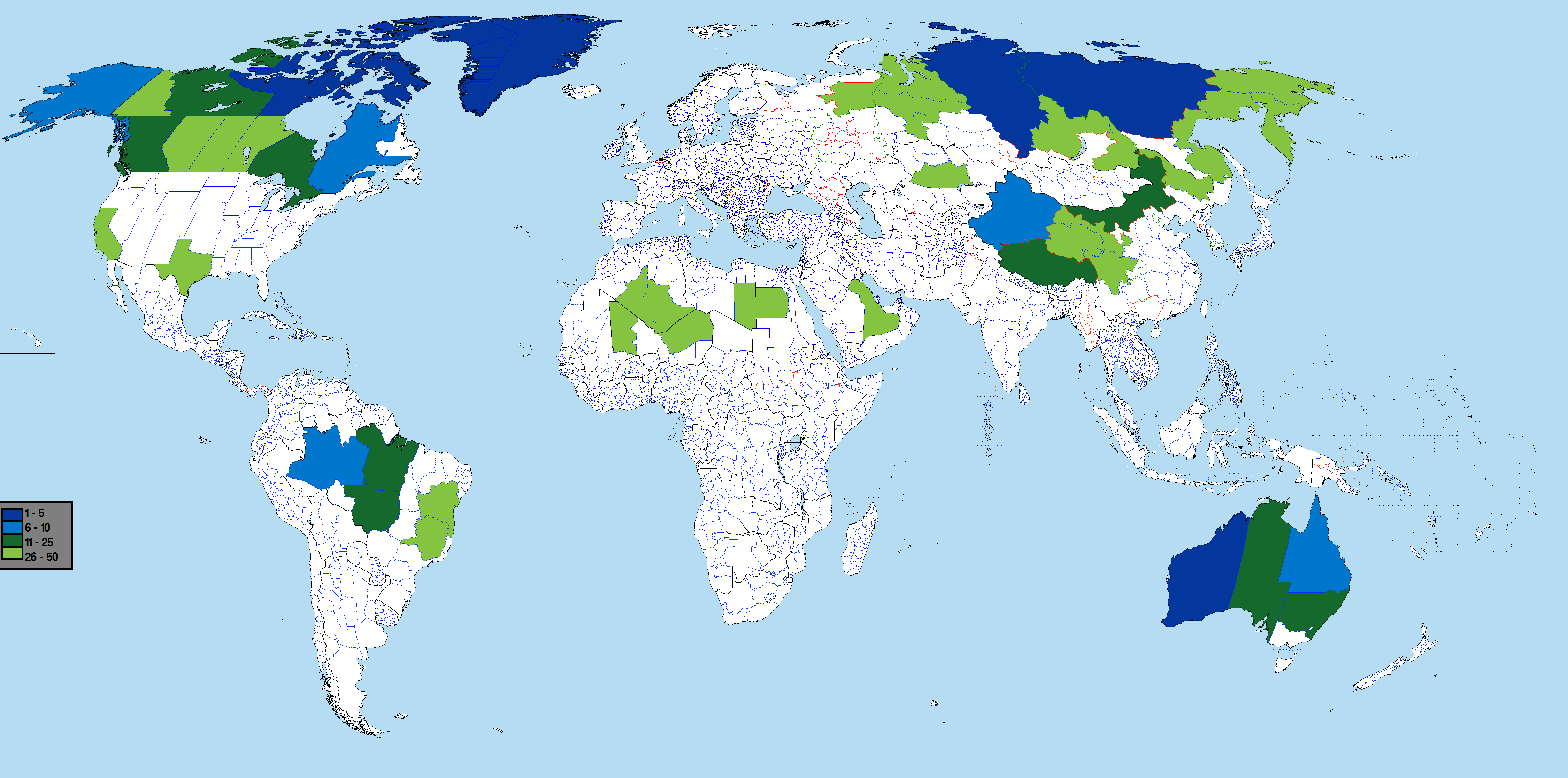
50 maiores subdivisões por área. Nota- como na maior parte dos mapas, algumas áreas, em especial as mais afastadas do Equador, ficam distorcidas, não permitindo corretas comparações sobre esse mapa.

Aqui estão listadas as 48 maiores Subdivisões de Países em área (inclui águas superficiais). São províncias, estados, territórios, regiões autônomas, Krais, Oblasts, vilaietes, outras, sempre pertencentes a países de grande extensão territorial. São geralmente áreas com baixa densidade populacional. 149 dos países do mundo são menos extensos que a 48ª subdivisão dessa lista; O primeiro item dessa lista é pouco menor do que a Índia.

## Lista
| Posição | Subdivisão                           | País           | Área (km²) |
| ------- | ------------------------------------ | -------------- | ---------- |
| 1       | Iacútia (Rep. Sakha)                 | Rússia         | 3.103.200  |
| 2       | Estado de Austrália Ocidental        | Austrália      | 2.645.615  |
| 3       | Krai de Krasnoiarsk                  | Rússia         | 2.339.700  |
| 4       | Território da Groenlândia            | Dinamarca      | 2.166.086  |
| 5       | Território de Nunavut                | Canadá         | 2.093.190  |
| 6       | Estado de Queensland                 | Austrália      | 1.852.642  |
| 7       | Estado do Alasca                     | Estados Unidos | 1.717.854  |
| 8       | Reg. Autônoma Sinquião Uigur         | China          | 1.660.000  |
| 9       | Estado do Amazonas                   | Brasil         | 1.570.947  |
| 10      | Província de Quebeque                | Canadá         | 1.542.056  |
| 11      | Território do Norte                  | Austrália      | 1.420.968  |
| 12      | Territórios do Noroeste              | Canadá         | 1.346.106  |
| 13      | Estado do Pará                       | Brasil         | 1.253.164  |
| 14      | Região Autônoma do Tibete            | China          | 1.228.400  |
| 15      | Região Autônoma da Mongólia Interior | China          | 1.183.000  |
| 16      | Província de Ontário                 | Canadá         | 1.076.395  |
| 17      | Estado da Austrália Meridional       | Austrália      | 1.043.514  |
| 18      | Província da Colúmbia Britânica      | Canadá         | 948.596    |
| 19      | Estado do Mato Grosso                | Brasil         | 906.807    |
| 20      | Estado de Nova Gales do Sul          | Austrália      | 809.444    |
| 21      | Krai de Khabarovsk                   | Rússia         | 788.600    |
| 22      | Oblast de Irkutsk                    | Rússia         | 767.900    |
| 23      | Lamália                              | Rússia         | 750.300    |
| 24      | Okrug de Chukotka                    | Rússia         | 737.700    |
| 25      | Província de Qinghai                 | China          | 721.000    |
| 26      | Mintaca da Província Oriental        | Arábia Saudita | 710.000    |
| 27      | Estado do Texas                      | Estados Unidos | 696.241    |
| 28      | Provícia de Alberta                  | Canadá         | 661.848    |
| 29      | Provícia de Saskatchewan             | Canadá         | 651.036    |
| 30      | Provícia de Manitoba                 | Canadá         | 647.797    |
| 31      | Departamento de Agadez               | Níger          | 634.209    |
| 32      | Província (vilaiete) de Tamanrasset  | Argélia        | 619.360    |
| 33      | Região Borkou-Ennedi-Tibesti         | Chade          | 600.350    |
| 34      | Estado de Minas Gerais               | Brasil         | 586.528    |
| 35      | Estado da Bahia                      | Brasil         | 564.273    |
| 36      | Okrug de Khantia-Mansia              | Rússia         | 523.100    |
| 37      | Província de Sujuão                  | China          | 485.000    |
| 38      | Território de Yukon                  | Canadá         | 482.443    |
| 39      | Distrito de Cufra                    | Líbia          | 479.160    |
| 40      | Krai de Kamtchatka                   | Rússia         | 472.300    |
| 41      | Oblast de Magadan                    | Rússia         | 461.400    |
| 42      | Província de Heilongjiang            | China          | 460.000    |
| 43      | Província de Gansu                   | China          | 454.000    |
| 44      | Vilaiete de Adrar                    | Argélia        | 443.782    |
| 45      | Krai de Zabaykalsky                  | Rússia         | 431.500    |
| 46      | Província de Caraganda               | Cazaquistão    | 428.000    |
| 47      | Estado da Califórnia                 | Estados Unidos | 423.970    |
| 48      | Provincia de Papua                   | Indonésia      | 421.981    |